# Radowo Wielkie (przystanek kolejowy)
Radowo Wielkie – zlikwidowany przystanek stargardzkiej kolei wąskotorowej w Radowie Wielkim, w województwie zachodniopomorskim, w Polsce. Przystanek został zamknięty w 1959 roku.